# François-Joseph Bosio
François-Joseph Bosio, född 19 mars 1769 i Monaco, död 29 juli 1845 i Paris, var en fransk skulptör. Han var bror till Jean François Bosio.
Bosio utbildade sig för Antonio Canova i klassicistisk riktning, och skapade i den stilen marmorfigurer som Hyacint och Salmakis, båda nu på Louvren. Andra arbeten av hans hand är bronsrelieferna på Vendômekolonnen, utförda till Napoleon I:s ära. Han skapade även ryttarstatyn av Ludvig XIV på Place des Victoires i Paris, avtäckt 1822.
Konstskolan Pavillion Bosio i Monaco är uppkallad efter honom.